# Бархфелд
Бархфелд (њем. Barchfeld) општина је у њемачкој савезној држави Тирингија. Једно је од 61 општинског средишта округа Вартбург. Према процјени из 2010. у општини је живјело 3.286 становника. Посједује регионалну шифру (AGS) 16063004.

## Географски и демографски подаци
Бархфелд се налази у савезној држави Тирингија у округу Вартбург. Општина се налази на надморској висини од 254 метра. Површина општине износи 11,3 km². У самом мјесту је, према процјени из 2010. године, живјело 3.286 становника. Просјечна густина становништва износи 290 становника/km².